# El Gigante, Tacámbaro
El Gigante är en ort i Mexiko.   Den ligger i kommunen Tacámbaro och delstaten Michoacán de Ocampo, i den södra delen av landet, 250 km väster om huvudstaden Mexico City. El Gigante ligger 1 563 meter över havet och antalet invånare är 189.
Terrängen runt El Gigante är lite bergig. Runt El Gigante är det ganska tätbefolkat, med 80 invånare per kvadratkilometer. Närmaste större samhälle är Tacámbaro de Codallos, 3,3 km öster om El Gigante. I omgivningarna runt El Gigante växer huvudsakligen savannskog.